# Sebastián Abreu
Washington Sebastián Abreu Gallo (* 17. října 1976) je uruguayský profesionální fotbalista hrající na pozici útočníka. Od července 2019 hraje za uruguayský klub Boston River.
Více než 15 let nastupoval za reprezentaci Uruguaye, se kterou se účastnil dvou mistrovství světa a tří jihoamerických turnajů Copa América.

## Klubová kariéra
Abreu do dospělého fotbalu nahlédl ve dresu uruguayského klubu Defensor Sporting. Po působení v argentinském San Lorenzu zamířil v prosinci 1997 do Evropy, kde podepsal smlouvu se španělským týmem Deportivo de La Coruña.
Ačkoli začal dobře a hned v lednu v prvním zápase vstřelil vítězný gól proti Gijónu na 2:1, na povedený začátek nenavázal a putoval po hostováních.
Roku 2009 v červnu zamířil do řeckého celku Aris Soluň, se kterým podepsal smlouvu na jednu sezonu. Klub ze Soluně zakončil ročník na čtvrtém místě v řecké lize.
Začátkem roku 2010 odešel do Brazílie, kde se domluvil na dvouročním angažmá s Botafogem.
Za Botafogo vstřelil v nejvyšší brazilské lize zvané „Brasileirão“ 11 branek hned v první sezóně. Další rok vstřelil 13 branek a utvořil nebezpečný útok po boku Elkesona či Maicosuela. Botafogo sice nedosáhlo na prvenství v Brasileirão, zato v ligové soutěži klubů z Rio de Janeira – zvané Campeonato Carioca – uspělo roku 2010. Abreu pomohl narušit dominanci rivala z Flamenga, když v play-off právě proti Flamengu rozhodl penaltou ve stylu Antonína Panenky.
V červenci 2019 se 42letý Abreu připojil k uruguayskému týmu Boston River, který se stal v pořadí 29. klubovým zaměstnavatelem v jeho kariéře.
Zlomil tím svůj vlastní Guinnessův rekord.

## Reprezentační kariéra
Abreu se dvakrát trefil v květnovém přátelském zápase s Čínou – v 74. minutě otevřel skóre a o pár minut později zvýšil z voleje na konečných 2:0 po centru Péreze.

### MS 2002
Trenér Víctor Púa jej zařadil do konečné nominace na MS 2002. Proti Dánům se Abreu ani jeho ofenzivní partner Recoba neprosadili a Uruguay tak v úvodu podlehla 1:2.
Proti Francii se dostal do několika příležitostí, ale gól nevsítil. Před poločasovou přestávkou se dostal do pře s Petitem, za což obdržel žlutou kartu. Gól nepadl ani ve druhém poločase, zápas proto skončil 0:0.
Do základu jej trenér Púa nasadil i ve třetím klání proti Senegalu, které skončilo nerozhodně 3:3. Uruguay tak na šampionátu skončila, Abreu ani jednou neskóroval.

### MS 2010
Ve výběru Óscara Tabáreze na MS 2010 dostal Abreu roli náhradníka za útočníky Forlánem, Suárezem a Cavanim. Zasáhl do úvodního zápasu proti Francii (0:0), ve kterém odehrál závěrečnou čtvrthodinu. Jako střídající se objevil v zápase proti Ghaně, ve kterém se prodlužovalo a nakonec došlo na penaltový rozstřel. Abreu proměnil rozhodující penaltový kop a poslal Uruguay do semifinále.
Uruguay nakonec na světovém šampionátu získala čtvrté místo.

## Trenérská kariéra
V roce 2019 si dočasně vyzkoušel roli trenéra v salvadorském týmu Santa Tecla, se kterým získal domácí pohár Copa El Salvador.